# Мера (река, впадает в Комо)
Мера (итал. Mera) — река в Швейцарии и Италии. Длина реки — 57 км, из которых 37 приходится на итальянскую территорию. Площадь водосборного бассейна — 757 км².
Начинается из ледников на северных склонах горного массива Бернина, относящегося к Альпам, на высоте 2310 метров над уровнем моря. Течёт на север, затем по межгорной долине на юго-запад через деревни Викосопрано, Стампа, Кастазенья (все — в Швейцарии) и итальянский город Кьявенна. Затем поворачивает на юг, протекает через озеро Медзола и впадает в озеро Комо, расположенное на высоте 199 метров над уровнем моря. У Кьявенны на реке расположено водохранилище.
Основные притоки в верховьях — Мароц, Дуана, Орленья; в низовьях — Вальтура и Аурозино (левые) и Аквафрагья, Лиро и Боденго (правые).